# Пролін
Пролін (Pro, P) (піролідин-α-карбонова кислота) —  гетероциклічна амінокислота . Існує в двох  оптично ізомерних формах — L і D, а також у вигляді  рацематів.
L-пролін — одна з двадцяти протеїногенних амінокислот. Вважається, що пролін входить до складу всіх білків всіх організмів[джерело?]. Особливо багатий проліном основний білок  сполучної тканини — колаген. Пролін містить атом  нітрогену, сполучений з попереднім амінокислотним залишком(якщо амінокислота включена у пептид), амінокислотним радикалом, і групою СН. Залишок проліну у складі пептиду дуже різко згинає пептидний ланцюг.
Це безбарвні легко розчинні у воді кристали, що плавляться при температурі близько 220 ° C. Також добре розчинний у етанолі, гірше — в ацетоні і бензолі, не розчинний у  ефірі.
В організмі пролін синтезується з  глутамінової кислоти.
Пролін, як і гідроксипролін, на відміну від інших амінокислот, не утворює з нінгідріном пурпуру Руемана, а дає жовте забарвлення.
У складі колагену пролін за участю  аскорбінової кислоти окислюється в гідроксипролін. Залишки проліну і гідроксипроліну, що чергуються сприяють створенню стабільної триспіральної структури колагену, що додає міцності колагеновому волокну.

## Виноски
1. ↑  http://pubchem.ncbi.nlm.nih.gov/summary/summary.cgi?cid=614&loc=ec_rcs
2. ↑  Belitz, H.-D.; Grosch, Werner; Schieberle, Peter (15 січня 2009). Food Chemistry. Springer Science & Business Media. Процитовано 19 лютого 2025.{{cite book}}:  Обслуговування CS1: Сторінки з параметром url-status, але без параметра archive-url (посилання) (англ.)